# Legge di Tafel

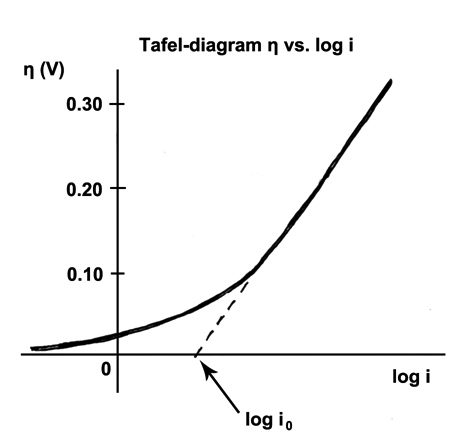
Rappresentazione della legge di Tafel su un diagramma semilogaritmico densità di corrente vs sovratensione per una reazione anodica (cioè per una semireazione di ossidazione).

In elettrochimica, la legge di Tafel mette in relazione l'intensità di corrente elettrica che circola in una cella elettrochimica con la sovratensione.
Siccome la corrente elettrica che circola in una cella è correlata alla velocità della reazione elettrochimica che avviene nella cella e la sovratensione è pari alla differenza tra il potenziale di cella all'equilibrio (cioè in assenza di corrente) Eeq e il potenziale di cella nella condizioni di lavoro E (i), si può dire che la legge di Tafel mette in relazione la velocità della reazione elettrochimica con la differenza di potenziale elettrico esistente tra i morsetti della cella (corrispondenti all'anodo e al catodo).

## Storia
La legge di Tafel è stata inizialmente ricavata per via sperimentale e successivamente è stata riscontrata una sua giustificazione teorica. Prende il nome dal chimico tedesco Julius Tafel (1862-1918), che la elaborò nel 1905 nella seguente forma:
{\displaystyle E(i)=a-b\cdot ln(i)}
in cui:
- E(i) è il potenziale di cella (espresso in volt);
- a e b sono costanti determinate sperimentalmente;
- i è la densità di corrente (in A/m2).

## Forma canonica
La legge di Tafel per un singolo elettrodo (anodo o catodo) può essere scritta come:
{\displaystyle \eta =\pm {\frac {RT}{\alpha nF}}\cdot ln\left({\frac {i}{i_{0}}}\right)}
in cui:
- {\displaystyle \eta } è la sovratensione (in volt);
- {\displaystyle i_{0}} è la densità di corrente di scambio (in A/m2);
- {\displaystyle \pm {\frac {RT}{\alpha nF}}} è un coefficiente chiamato "pendenza di Tafel" (in volt) che può assumere segno positivo (per reazione anodica, cioè ossidazione) o negativo (per reazione catodica, cioè riduzione).
- si ha segno positivo per una reazione anodica (pendenza di Tafel positiva) e segno negativo per una reazione catodica (pendenza di Tafel negativa);
- R è la costante dei gas;
- T è la temperatura assoluta (espressa in kelvin);
- α è il coefficiente di trasferimento di carica anodico (nel caso in cui si abbia pendenza di Tafel positiva) o il coefficiente di trasferimento di carica catodico (nel caso in cui si abbia pendenza di Tafel negativa);
- n è il numero di elettroni coinvolti nella reazione redox;
- F è la costante di Faraday.

Siccome la costante dei gas e la costante di Faraday sono espressioni molari delle costanti fisiche fondamentali rispettivamente costante di Boltzmann kB e carica elementare e, dividendo entrambe per la costante di Avogadro si esprime la legge in forma elementare:
{\displaystyle \eta =\pm {\frac {k_{B}T}{\alpha ne}}\cdot ln\left({\frac {i}{i_{0}}}\right)}

## Forma alternativa
Esplicitando la densità di corrente di scambio come {\displaystyle i_{0}=nFk}, si ottiene la seguente forma della legge di Tafel:
{\displaystyle i=nFk\cdot \exp \left(\pm {\frac {\alpha nF}{RT}}\eta \right)}
dove k è la costante di velocità della reazione che avviene all'elettrodo (ossidazione all'anodo o riduzione al catodo).
Di nuovo in forma elementare questa si riesprime:
{\displaystyle i=nek\cdot \exp \left(\pm {\frac {\alpha ne}{k_{B}T}}\eta \right)}

## Limitazioni

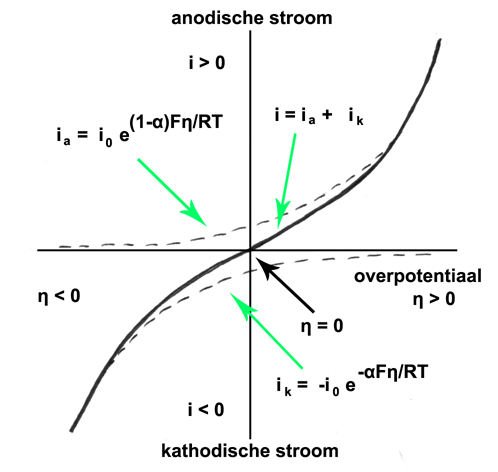
Rappresentazione della dipendenza tra corrente elettrica e sovratensione ricavata dall'equazione di Butler-Volmer. La corrente anodica e catodica sono indicate rispettivamente con i_{a} e i_{k}. La corrente totale è data da i = i_{a} + i_{k}. Le linee tratteggiate corrispondono al contributo anodico (in alto) e catodico (in basso) secondo la legge di Tafel, valida per elevati valori di sovratensione.

La legge di Tafel è valida (cioè in accordo con i dati sperimentali) solo per alti valori di sovratensione e nel caso di controllo per trasferimento di carica elettrica.
Negli altri casi è invece necessario ricorrere all'equazione di Butler-Volmer, che considera sia il contributo anodico sia il contributo catodico:
{\displaystyle i=i_{0}\left[\exp \left({\frac {{\overleftarrow {\alpha }}ne\eta }{k_{B}T}}\right)-\exp \left(-{\frac {{\overrightarrow {\alpha }}ne\eta }{k_{B}T}}\right)\right]}
dove {\displaystyle {\overleftarrow {\alpha }}} e {\displaystyle {\overrightarrow {\alpha }}} sono rispettivamente il coefficiente di trasferimento di carica anodico e coefficiente di trasferimento di carica catodico.